# Oranje wortelbekerzwam
De oranje wortelbekerzwam (Sowerbyella imperialis) is een schimmel behorend tot de familie Pyronemataceae. Hij leeft saprotroof op humusrijke bodems in loofbos en (duin)struweel. Het komt vooral voor onder sparren in de herfst. 

## Kenmerken
Het vruchtlichaam heeft een diameter 2 tot 4 cm met een maximum van 7 cm. Ze zijn plat tot komvormig. De steel is grotendeels verborgen in de grond en is licht gekruld, vooral in het onderste deel door myceliumvezels. De binnenzijde is helder oranjegeel. De buitenzijde is kleiig, crème-geel, diep wortelend met viltige steel. Het vlees is wittig.
De elliptische, doorschijnende, sporen zijn, afhankelijk van de auteur 11-15 × 5,5-7,5 µm groot. Ze bezitten een of twee druppels olie.

## Verspreiding
Gele wortelbekerzwam komt in Nederland zeer zeldzaam voor. Hij is bedreigd en staat op de rode lijst in de categorie 'gevoelig'. In Nederland is hij waargenomen op (Oostelijk Flevoland, Visvijverbos, 1989, 1990; Oostvoorne, 1983, 1985).